# Arpisee-Nationalpark

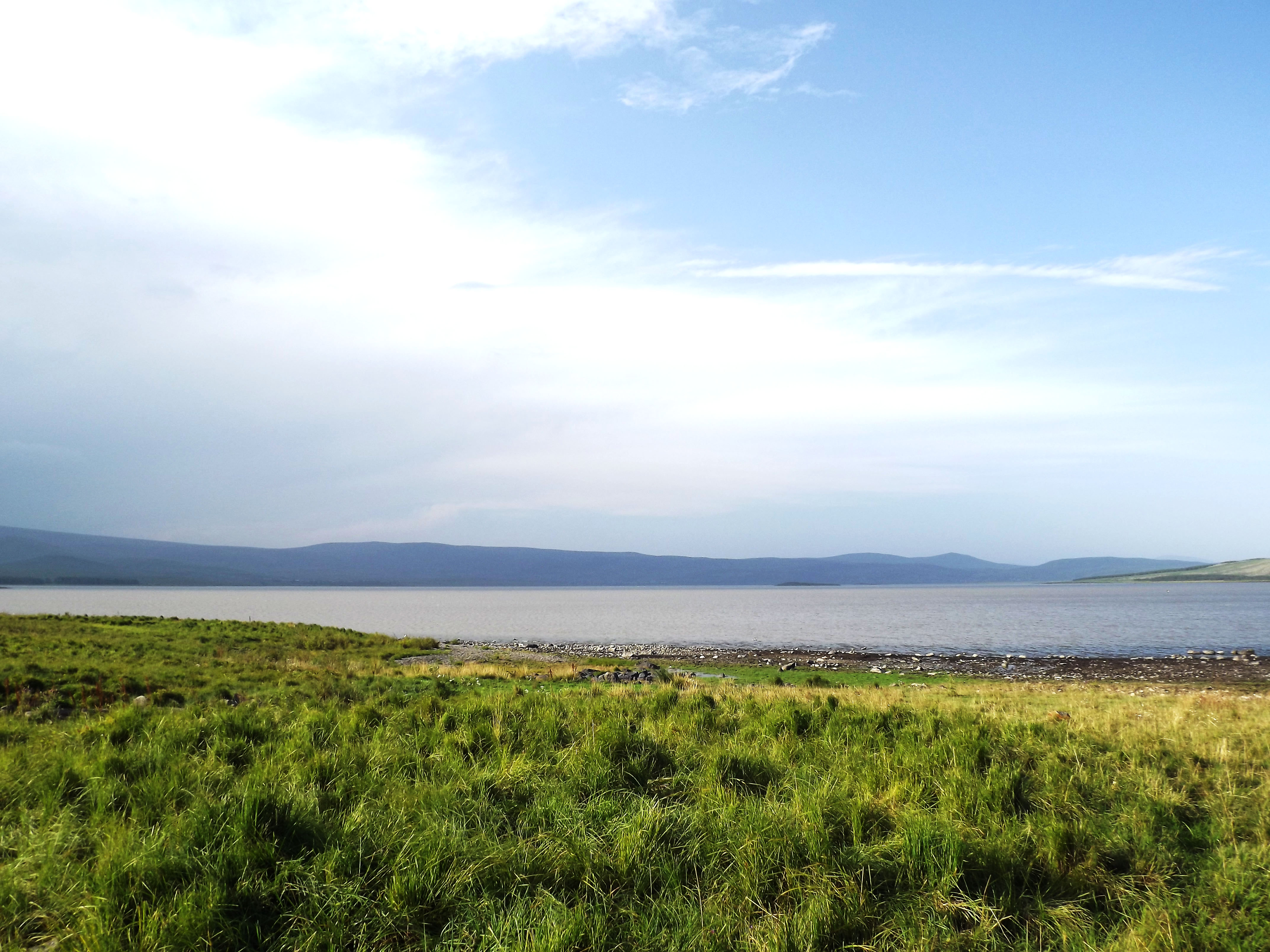
Arpisee-Nationalpark (2014)

Der Arpisee-Nationalpark ist einer von vier Nationalparks in Armenien. Er bedeckt eine Fläche von 210 km² und liegt in der nordwestlichen Provinz Schirak. Er wurde 2009 gegründet und liegt in der Umgebung des Arpisees auf dem Schirak- und Dschawacheti-Plateau in einer Höhe von rund 2000 m ü. NHN. Der Park ist im Westen von den Yeghnakhagh-Bergen und im Nordwesten von der Dschawacheti-Kette umgeben. In Georgien grenzt der Dschawacheti-Nationalpark an.
Der Arpisee ist vor allem von ornithologischem Interesse. Von den 366 in Armenien vorkommenden Vogelarten sind dort rund 225 Arten beobachtet worden. 80 bis 85 Arten sind dort Brutvögel, für sieben davon besteht ein globales Schutzinteresse, darunter die endemische Armeniermöwe (weltweit größte Kolonie), der Krauskopfpelikan (einziges Brutvorkommen in Armenien) und der Wachtelkönig.
11 Fischarten, 3 Amphibienarten, 6 Eidechsenarten, 4 Schlangenarten und 38 Säugetierarten, davon zwei in der Roten Liste der IUCN, sind im Gebiet registriert worden.
Wie der in Georgien angrenzende Dschawacheti-Nationalpark wurde der Arpisee-Nationalpark im Rahmen des länderübergreifenden Vorhabens „Förderung von Ökokorridoren im Südkaukasus“ mit Unterstützung des WWF und der KfW-Bank errichtet beziehungsweise finanziert.